# Microsorum sibomense
Microsorum sibomense är en stensöteväxtart som först beskrevs av Eduard Rosenstock, och fick sitt nu gällande namn av Edwin Bingham Copeland. Microsorum sibomense ingår i släktet Microsorum och familjen Polypodiaceae. Inga underarter finns listade.